# Дерматофітоз
Дерматофітоз (також дерматофітія, трихофітія, дерматомікоз, заст. «стригучий лишай» (англ. ringworm; лат. tinea capitis, favus) — грибкова інфекція шкіри. Зазвичай призводить до червоного, сверблячого, лускоподібного, кругового висипу. В області ураження може випадати волосся. Симптоми починаються від 4 до 14 днів після зараження. У певний час можуть бути уражені кілька областей.
Близько 40 видів грибів можуть спричинити дерматофітоз. Зазвичай це один із грибків типів трихофітон, мікроспорум або епідермофітон. Фактори ризику включають використання громадських душів, контактні види спорту, такі як боротьба, надмірне потовиділення, контакт із тваринами, ожиріння та погана імунна функція. Дерматофітоз може поширюватися між тваринами, від тварин до людей і між людьми. Діагноз часто ґрунтується на зовнішньому вигляді та симптомах. Може бути підтверджений шляхом культивування або дослідження на зішкрібу шкіри під мікроскопом.
Профілактика полягає у збереженні шкіри сухою, утриманні від ходіння босоніж у громадських місцях та відмові від спільного використання особистих речей. Зазвичай лікування проводиться протигрибковими кремами, такими як клотримазол або міконазол. Якщо уражена шкіра голови, можуть знадобитися пероральні протигрибкові засоби, такі як флуконазол.
У всьому світі до 20 % населення можуть бути заражені стригучим лишаєм у будь-який момент часу. Ураження паху частіше зустрічаються у чоловіків, тоді як ураженні шкіри голови та тіла однаково зустрічаються в обох статей. Інфекції шкіри голови найчастіше зустрічаються у дітей, тоді як інфекції паху — найчастіше у літніх людей. Описи стригучого лишая сягають давньої історії.

## Клінічні прояви
Ураження — типові збільшені підняті червоні кільця і свербіж. Якщо уражені нігті (оніхомікозом), то вони можуть потовщуватися, змінювати колір і, нарешті, обсипатися і опадати. Такі ураження поширені серед більшості дорослих людей, причому до 20 % населення в будь-який момент мають одну з цих інфекцій.
Тварини, включаючи собак і котів, також можуть бути уражені стригучим лишаєм, і хвороба може передаватися між тваринами та людьми, що робить її зоонозною хворобою.
Специфічними ознаками можуть бути:
- червоні, лускаті, сверблячі або підняті плями
- плями можуть бути червонішими на зовнішніх краях або нагадувати кільце
- плями, які починають сочитися або розвиваються в пухирі
- при ураженні шкіри голови можуть з'явитися залисини
- нігті можуть потовщуватися, змінювати колір або починати тріскатися[11]

## Причини
Грибки процвітають у вологих, теплих місцях, таких як роздягальні, солярії, басейни; джерела зараження дерматофітозом, можуть поширюватися через тренажери, які не були продезінфіковані після використання, або шляхом спільного використання рушників, одягу, взуття або гребінців для волосся.

## Діагностика

### Класифікація
Низка різних видів грибів бере участь у дерматофітозі. Найбільш поширеними збудниками є дерматофіти з родів Trichophyton та Microsporum. Ці гриби атакують різні частини тіла і призводять до перелічених нижче станів. Латинські назви стосуються станів (моделей хвороб), а не збудників, що їх спричинюють. Нижче наведені схеми захворювання визначають тип грибка, який їх спричинює, лише у перерахованих випадках:
- Дерматофітоз
  - Tinea pedis (стопа атлета): грибкова інфекція стоп
  - Tinea unguium: грибкова інфекція нігтів рук і ніг і нігтьового ложа
  - Tinea corporis: грибкова інфекція рук, ніг і тулуба
  - Tinea cruris: грибкова інфекція області паху
  - Tinea manuum: грибкова інфекція рук і долоні
  - Tinea capitis: грибкова інфекція шкіри голови та волосся
  - Tinea faciei (грибок обличчя): грибкова інфекція обличчя
  - Tinea barbae: грибкове ураження волосся на обличчі
- Інші поверхневі мікози (не класичний дерматофітоз, оскільки не спричинений дерматофітами)
  - Tinea versicolor: спричинюється Malassezia furfur
  - Tinea nigra: спричинений Hortaea werneckii

## Профілактика
Зазвичай поради включають:
- Уникання спільного використання одягу, спортивного інвентарю, рушників або простирадел.
- Прання одягу в гарячій воді з фунгіцидним милом після підозри на контактний лишай.
- Уникання ходити босоніж; натомість носіння відповідного захисне взуття у роздягальнях та сандалів на пляжі.[12][13][14]
- Уникання дотиків до домашніх тварин із залисинами, оскільки вони часто є переносниками грибка.

### Щеплення
Станом на  2016 не було жодної затвердженної вакцини проти дерматофітозу у людей. Для коней, собак та котів є затвердження вакцина під назвою Insol Dermatophyton (Boehringer Ingelheim), що надає короткочасний захист від декількох грибків. Систематична вакцинація дозволила взяти під контроль дерматофітоз у худоби. З 1979 р. використовується російська жива вакцина (LFT 130), а пізніше — чехословацька жива вакцина проти бичачого лишая. У скандинавських країнах програми вакцинації від лишая використовуються як профілактичний захід для поліпшення якості шкур. У Росії хутрові звірі (срібляста лисиця, лисиця, песець) і кролики також проходять вакцинацію.

## Лікування
Протигрибкові засоби включають місцеві засоби, такі як міконазол, тербінафін, клотримазол, кетоконазол або толнафтат, що застосовуються двічі на день до зникнення симптомів — зазвичай протягом одного-двох тижнів. Тоді місцеве лікування слід продовжувати ще 7 днів після усунення видимих симптомів, щоб запобігти рецидиву. Таким чином, загальна тривалість лікування зазвичай становить два тижні але може тривати три.
У більш тяих випадках або стригучий лишай шкіри голови може бути призначено системне лікування пероральними препаратами.
Щоб запобігти поширенню дерматофієтозу не слід торкатися до ушкоджень, а також дотримуватись належної гігієни, миючи руки та тіло.

## Історія
Діагноз дерматофітоз почали ставити ще до 1906 року, в той час лікували сполуками ртуті, а іноді і сірки або йоду. Волохаті ділянки шкіри вважалися занадто складними для лікування, тому шкіру голови обробляли рентгенівськими променями, а потім застосовували протигрибкові препарати. Ще одним методом лікування приблизно того ж часу було нанесення порошку арароба.

## Інші тварини
Дерматофітоз, спричинений Trichophyton verrucosum, є частим клінічним станом великої рогатої худоби. Частіше хворіють молоді тварини. Ураження розташовані на голові, шиї, хвості та промежині. Типове ураження — кругла, білувата скоринка. Множинні ураження можуть зростись у вигляді «карти».

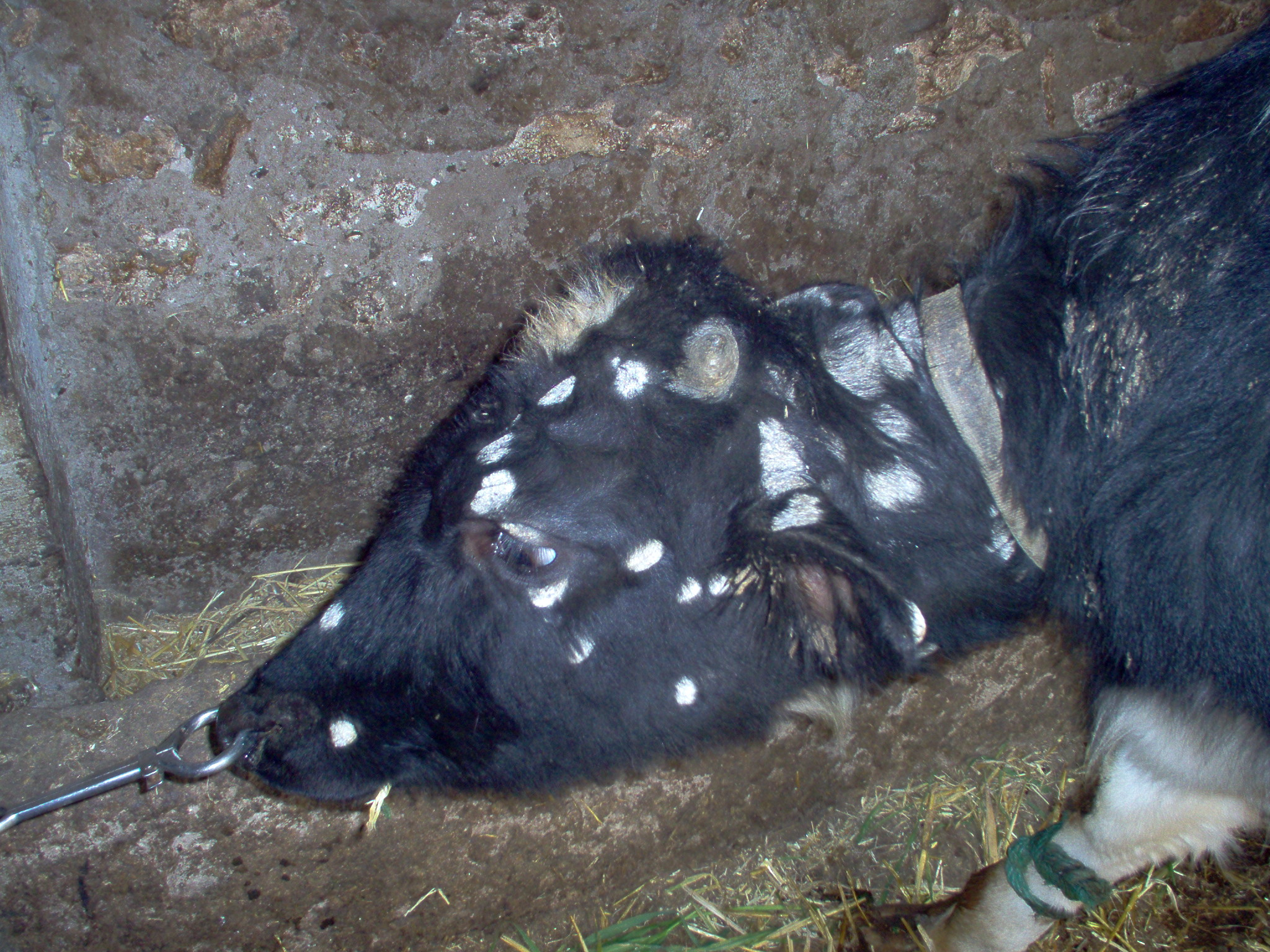
Множинні ураження, голова
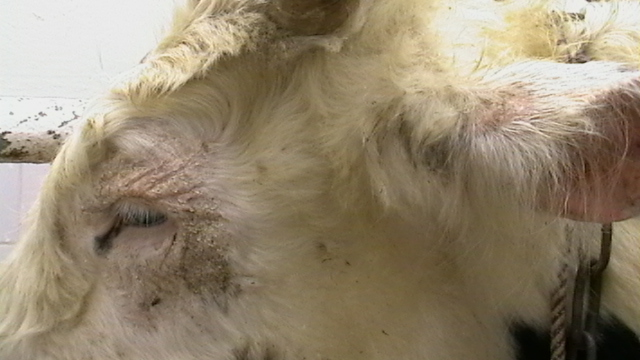
Навколо очей і на вухах
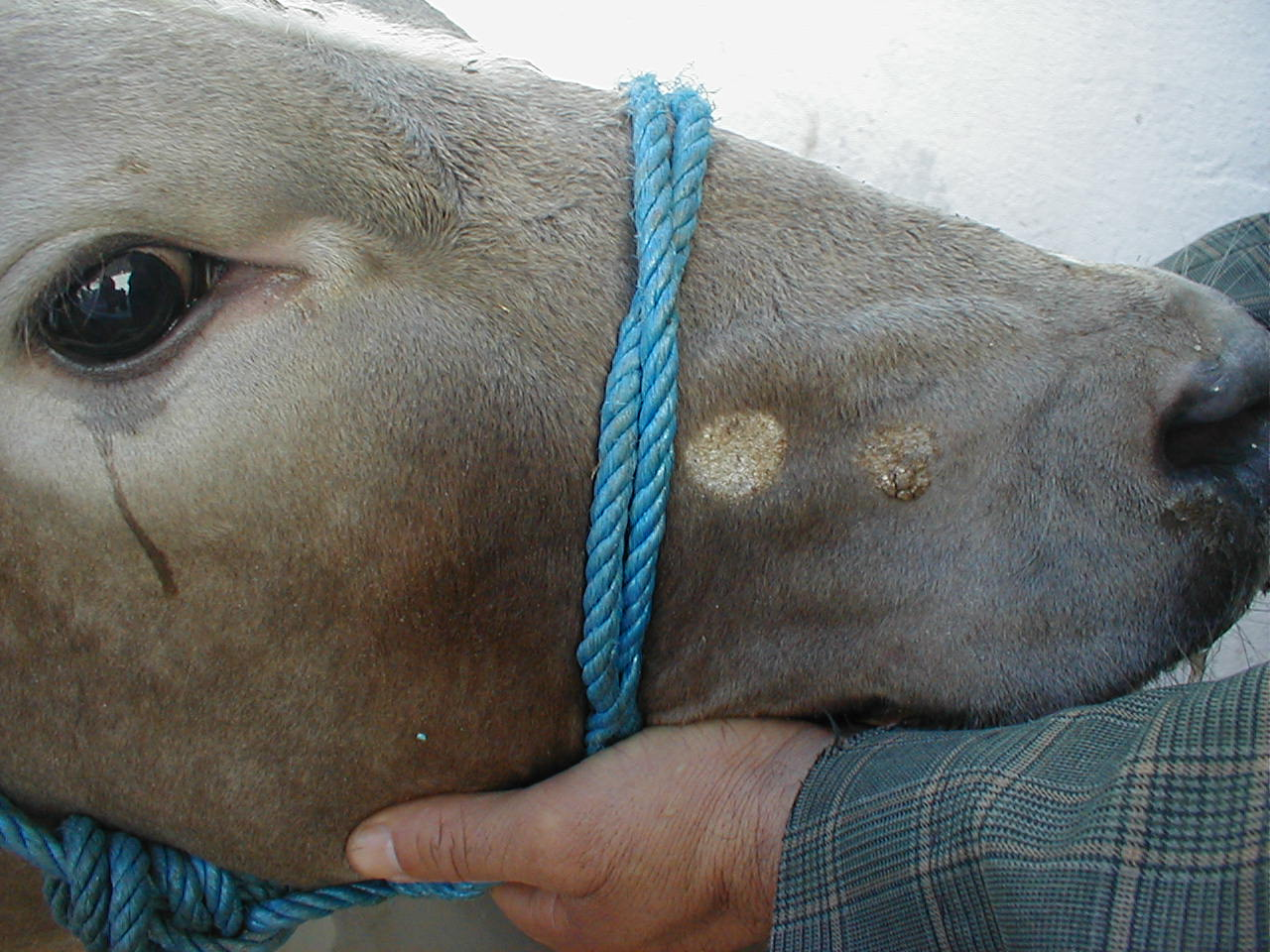
На щоках: уражена щока (праворуч)
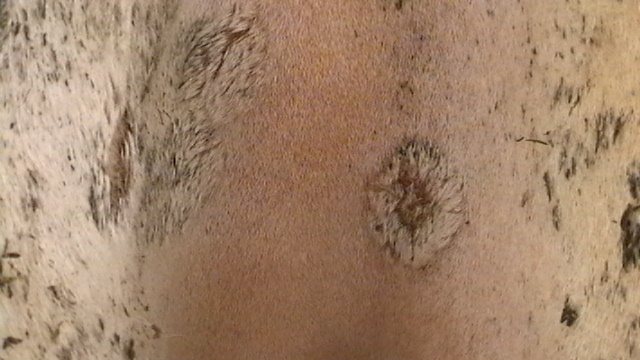
Старі ураження з відростанням волосся
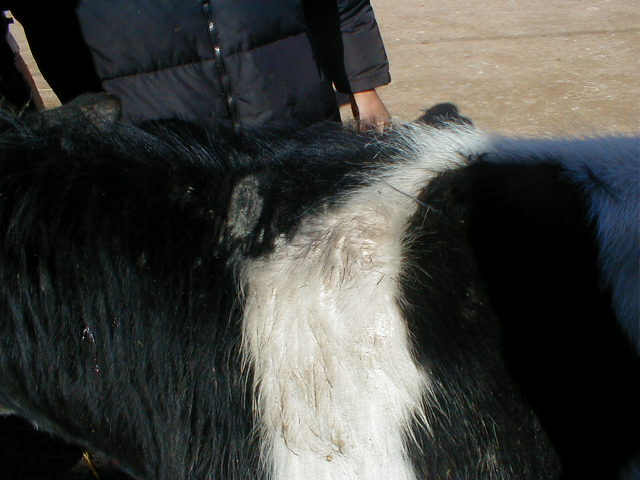
На шиї та холці
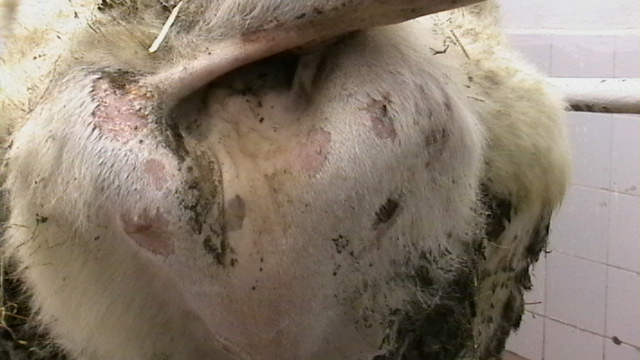
На промежині

Клінічний дерматофітоз також діагностується у овець, собак, кішок та коней. Збудниками, крім Trichophyton verrucosum, є T. mentagrophytes, T. equinum, Microsporum gypseum, M. canis та M. nanum.
Дерматофітоз може також бути присутнім у голотипі ссавців крейдового періоду (eutriconodont), що вказує на мезозойське походження цього захворювання.